# Sông Hyeongsan
Sông Hyeongsan là một con sông ở đông nam Hàn Quốc.  Sông này chảy từ Doseo-myeon, Ulju-gun ở Ulsan vào Biển Nhật Bản, dài tổng cộng 62 km. Lưu vực sông Hyeongsan rộng 1.167 km² (Jo 1987:35).
Sông Hyeongsan chảy theo hướng bắc từ gần biên giới phía bắc vùng đô thị Ulsan vào thành phố Gyeongju nơi nó đổ vào lưu vực Gyeongju và được tiếp thêm nước từ suối Bukcheon. Sông này tiếp tục chảy theo hướng bắc vào thành phố Pohang.